# Görs & Kallmann

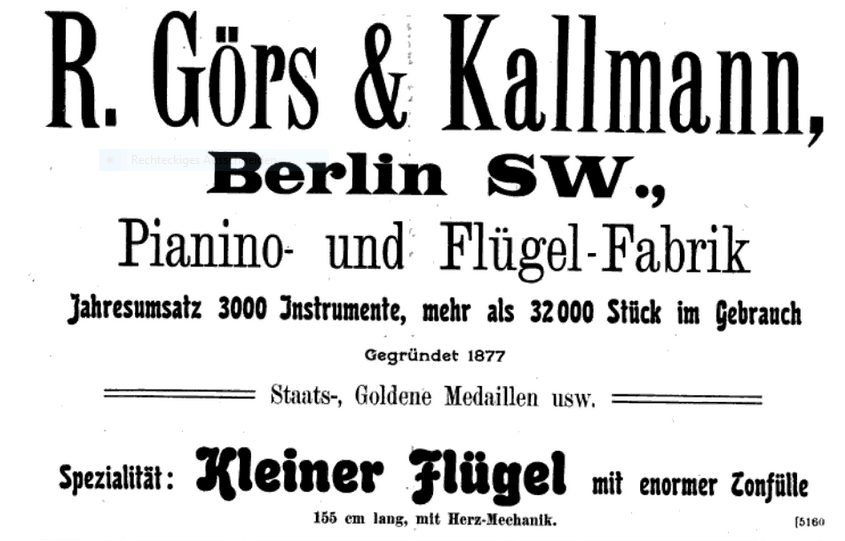
Werbeanzeige für Görs & Kallmann aus dem Jahr 1904

Görs & Kallmann war der Name einer Klavierfabrik in Berlin.

## Geschichte
Robert Görs (* 12. Oktober 1850 in Berlin; † 1. Januar 1937 ebenda) gründete im Jahr 1877 seine Firma in der Zossener Straße 10 und schloss sich wenige Jahre später, 1880, mit August Kallmann zusammen.
August Kallmann (* 7. März 1854 in Wollstein; † 16. April 1926 in Berlin) hatte eine Lehre in einer Weinhandlung absolviert und dann in einem Kurzwarengeschäft gearbeitet, ehe er nach Berlin gezogen war und dort in der Bestandteilehandlung Gottschalk Nachfolger Arbeit gefunden hatte. Gottschalk Nachfolger hatte auch Pianinos verkauft; auf diesem Weg hatte Kallmann die Bekanntschaft mit Robert Görs gemacht. Dieser betreute die technische Seite der Firma, Kallmann übernahm den kaufmännischen Teil. Er knüpfte Geschäftsbeziehungen in England, Holland, Belgien, Russland und vielen weiteren Ländern an, unter anderem auf afrikanischem Boden.
1885 bezog die Firma neue Räumlichkeiten in der Hornstraße 11, in denen monatlich bis zu 150 Flügel und Pianinos gebaut werden konnten. In den ersten Jahren war die Qualität der Instrumente offenbar nur mäßig. Auf der Colonial-Ausstellung in Amsterdam 1883 ernteten die beiden Pianinos, die Görs & Kallmann dort ausstellten, wenig Beifall für die verbaute Technik, bei der Weltausstellung in Melbourne 1888 gab es offenbar Streit um die Prämierungen. Die Urteile über die drei Pianinos und den Flügel, die Görs & Kallmann dort präsentiert hatten, wurden mehrmals revidiert. Schließlich blieb es bei einer ehrenvollen Erwähnung.

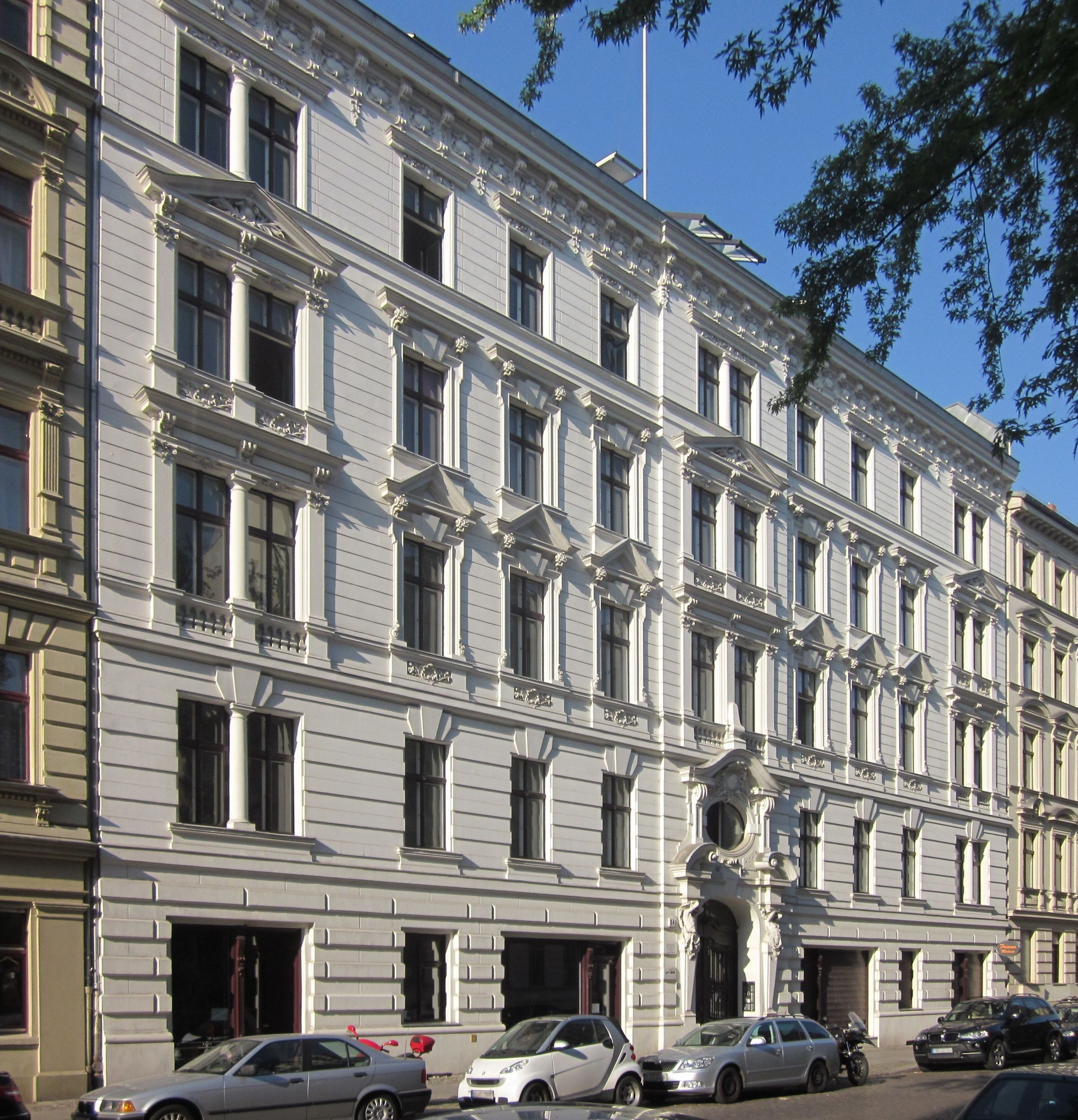
Das „Weiße Schloss“ in der Kreuzberger Arndtstraße

1889 waren in der Fabrik in der Berliner Arndtstraße 34, dem 1888 errichteten „Weißen Schloss“, mehr als 200 Menschen beschäftigt. In der Leipziger Straße 119/120 hatte die Firma ein Klavierlager; seltsamerweise an derselben Adresse wie die Pianofabrik Trautwein. 1892 ging ein Patentstreit mit der Firma J. A. Pfeiffer & Co. durch die Fachpresse. Görs & Kallmann allerdings hatten keinerlei Patente angemeldet, Pfeiffer dagegen etliche.
Bei der Weltausstellung 1894 in Antwerpen zeigten Görs & Kallmann vier Pianinos und einen Flügel; Auszeichnungen erhielten sie offenbar nicht.
Im Sommer 1895 nahmen etwa 300 Personen an einer Kremser-Partie der Klavierbaufirma teil, ein Jahr später fand zur Feier des Baus des 15.000. Pianinos ein weiterer Ausflug dieser Art statt, diesmal mit rund 400 Teilnehmern. Sie fuhren mit einem Dampfschiff auf der Spree nach Rauchfangswerder. 1896 wurden auf der Gewerbe-Ausstellung in Berlin drei Flügel und zwölf Pianinos gezeigt und ernteten sowohl für ihre technischen Qualitäten als auch für ihre Optik Lob. 1897 erhielten Görs & Kallmann anlässlich der Ausstellung „Berliner Musikinstrumenten-Industrielle“ eine bronzene Staatsmedaille mit der Inschrift „Für gewerbliche Leistungen“. Ein Katalog aus dem Jahr 1899 enthielt fünf Flügel- und 30 Klaviermodelle, die zum Teil dem Geschmack in den Exportländern angepasst waren.
Die Beziehungen zu ausländischen Geschäftspartnern blieben nicht immer ungetrübt. Kurz nach der Jahrhundertwende etwa gab es eine Auseinandersetzung mit Alexander Patalejew, der in der Richelieu-Straße 11 in Odessa die Firma Accord betrieb und sich nicht nur über die schlechte Qualität der letzten Lieferung von Görs & Kallmann beklagte, sondern sich auch darüber empört zeigte, dass die Berliner ihm, als er in geschäftliche Schwierigkeiten geraten sei und eine Nervenkur gebraucht habe, nicht genügend entgegengekommen seien. Görs & Kallmann wiederum behaupteten, Patalejew habe sie hereingelegt und sich an einen unbekannten Aufenthaltsort zurückgezogen. Im selben Jahr expandierte die Firma. Fortan wurden auch in der Gneisenaustraße 44/45 Klaviere gebaut. Die Jahresproduktion an den beiden Standorten belief sich auf insgesamt 3000 bis 3500 Instrumente pro Jahr.
1907 erhielten Görs & Kallmann eine Bronzemedaille auf der Marine- und Kolonial-Ausstellung in Berlin; 1911 wurden sie Hoflieferanten des deutschen Kaisers und Königs von Preußen und des Kaisers von Österreich und 1912 war das 50.000. Klavier fertiggestellt. Das Geschäft nahm Dimensionen an, die schließlich die Nutzung eines weiteren Fabrikbaus nötig machen. Pro Jahr wurden mit etwa 330 Arbeitern rund 3.500 Instrumente gebaut. 1914 wurde das 57.000. Klavier hergestellt.
Der Erste Weltkrieg brachte eine Krise. Die Produktion in den Klavierfabriken wurde auf Heereslieferungen umgestellt. 1916 trennte sich Robert Görs von August Kallmann, der als alleiniger Inhaber der Firma Görs & Kallmann eingetragen wurde. Robert Görs dagegen wurde 1920 Geschäftsführer und technischer Leiter der 1916 gegründeten Firma R. Görs & Spangenberg G.m.b.H. in der Muskauer Straße 9. Bis 1927 war er berufstätig.
Die Firma Görs & Kallmann wurde 1920 oder 1921 in eine GmbH umgewandelt, deren Geschäftsführer August Kallmann, Niels Kallmann und Hans Altmann waren. Niels Kallmann (1898–1962) war der jüngste der drei Söhne August Kallmanns – der einzige, der den Ersten Weltkrieg überlebt hatte.
Nach dem Krieg kehrte man zur Herstellung von Klavieren zurück. Am 4. Dezember 1927 wurde das 50-jährige Bestehen der Firma Görs & Kallmann gefeiert. Um diese Zeit zog das Unternehmen in die Krautstraße 18–19 um und legte sich neue Maschinen zu. Geschäftsführer war seit 1926 Hans Altmann. Die Firma Görs & Kallmann war 1929 auf der Internationalen Ausstellung in Barcelona vertreten und präsentierte dort ein Nussbaum-Pianino und einen Flügel aus Zitronenholz, die aber angeblich wegen der schlechten akustischen Verhältnisse dort nicht gut zur Geltung kamen.
Eine Filiale von Görs & Altmann am Nollendorfplatz 7 wurde im Jahr 1930 an Max Adam verkauft. Im selben Jahr wurde die GmbH wieder in eine Einzelfirma umgewandelt. Der seitherige Geschäftsführer und Liquidator der GmbH Altmann konnte Görs & Kallmann nicht direkt übernehmen, da er nicht mit sich selbst Geschäftsverträge abschließen durfte. Als Übergangslösung wurde die aus der liquidierten GmbH hervorgegangene Einzelfirma von Altmanns Ehefrau übernommen.
Robert Görs überlebte seinen einstigen Compagnon um mehr als ein Jahrzehnt. Er wurde auf dem Luisenstädtischen Friedhof beigesetzt.
Ab 1953 produzierte Görs & Kallmann sowohl in Berlin als auch in Hamburg. Der Name Görs & Kallmann wurde aber auch in der Deutschen Pianounion in Leipzig und später von Dietmann in Südafrika verwendet.